# Twierdzenie Carathéodory’ego (teoria miary)
Twierdzenie Carathéodory’ego – twierdzenie teorii miary umożliwiające konstrukcję miary w oparciu o daną miarę zewnętrzną; bywa ono stosowane do konstrukcji miary Lebesgue’a z miary zewnętrznej Lebesgue’a. Twierdzenie to zostało udowodnione przez Constantina Carathéodory’ego w 1914 roku.

## Twierdzenie
Niech {\displaystyle X} będzie niepustym zbiorem oraz
{\displaystyle \mu ^{*}\colon P(X)\to [0,\infty ]}
będzie funkcją, dla której
{\displaystyle \mu ^{*}(\varnothing )=0,}
gdzie {\displaystyle P(X)} oznacza zbiór potęgowy zbioru {\displaystyle X.}
Mówi się, że zbiór {\displaystyle A\subseteq X} spełnia warunek Carathéodory’ego (względem {\displaystyle \mu ^{*}}), gdy dla każdego zbioru {\displaystyle E\subseteq X} zachodzi równość
{\displaystyle \mu ^{*}(E)=\mu ^{*}(E\cap A)+\mu ^{*}(E\cap A^{\operatorname {c} }).}
Wówczas rodzina {\displaystyle C(\mu ^{*})} podzbiorów {\displaystyle X,} które spełniają warunek Carathéodory’ego względem {\displaystyle \mu ^{*},} jest algebrą zbiorów, a {\displaystyle \mu } będąca zawężeniem {\displaystyle \mu ^{*}} do {\displaystyle C(\mu ^{*})} jest miarą skończenie addytywną (tzn. jest addytywna). Co więcej, jeśli {\displaystyle \mu ^{*}} jest miarą zewnętrzną (tzn. jest również monotoniczna i przeliczalnie podaddytywna), to {\displaystyle C(\mu ^{*})} jest σ-algebrą oraz {\displaystyle \mu ^{*}} zawężona do rodziny {\displaystyle C(\mu ^{*})} jest miarą (tzn. jest przeliczalnie addytywna), która jest zupełna.

## Dowód
Dowód składa się z pięciu części. Wykorzystuje on standardowe techniki, szeroko stosowane w teorii miary. Pierwsze dwa kroki mają na celu wykazanie, iż {\displaystyle C(\mu ^{*})} jest algebrą, zaś {\displaystyle \mu } jest addytywna; trzeci i czwarty gwarantują – przy założeniu, iż {\displaystyle \mu ^{*}} jest miarą zewnętrzną – że rodzina {\displaystyle C(\mu ^{*})} jest zamknięta ze względu na sumy przeliczalnie wielu zbiorów, a {\displaystyle \mu ^{*}} jest σ-addytywna, tzn. {\displaystyle C(\mu ^{*})} jest σ-algebrą, a {\displaystyle \mu } określoną na niej miarą. W ostatnim kroku dowodzi się zupełności miary {\displaystyle \mu .}

### Algebra
Należenie zbioru pustego
Zbiór pusty spełnia warunek Carathéodory’ego, ponieważ z założenia {\displaystyle \mu ^{*}(\varnothing )=0} oraz
{\displaystyle \mu ^{*}(E\cap \varnothing )+\mu ^{*}(E\cap X)=\mu ^{*}(\varnothing )+\mu ^{*}(E)=\mu ^{*}(E)}
dla każdego {\displaystyle E} zawartego w {\displaystyle X.}
Zamkniętość ze względu na dopełnienia
Warunek Carathéodory’ego jest niezmienniczy względem brania dopełnienia, tzn. jeśli {\displaystyle A} spełnia warunek Carathéodory’ego, to spełnia go również {\displaystyle A^{c}.}
Zamkniętość ze względu na sumy skończone
Niech {\displaystyle A} oraz {\displaystyle B} należą do {\displaystyle C(\mu ^{*})} oraz {\displaystyle E} będzie dowolnym podzbiorem {\displaystyle X.} Zachodzą równości
{\displaystyle \mu ^{*}(E)=\mu ^{*}(E\cap A)+\mu ^{*}(E\cap A^{\operatorname {c} })}
oraz
{\displaystyle \mu ^{*}(E)=\mu ^{*}(E\cap A)+\mu ^{*}(E\cap A^{\operatorname {c} }\cap B)+\mu ^{*}(E\cap A^{\operatorname {c} }\cap B^{\operatorname {c} }).}
Z tożsamości {\displaystyle E\cap A=E\cap (A\cup B)\cap A} oraz {\displaystyle E\cap A^{c}\cap B=E\cap (A\cup B)\cap A^{c}} oraz założenia, że {\displaystyle A} spełnia warunek Carathéodory’ego wynika, iż
{\displaystyle \mu ^{*}{\big (}E\cap (A\cup B){\big )}=\mu ^{*}(E\cap A)+\mu ^{*}(E\cap A^{\operatorname {c} }\cap B),}
skąd
{\displaystyle \mu ^{*}(E)=\mu ^{*}{\big (}E\cap (A\cup B){\big )}+\mu ^{*}(E\cap A^{\operatorname {c} }\cap B^{\operatorname {c} })=\mu ^{*}{\big (}E\cap (A\cup B){\big )}+\mu ^{*}{\big (}E\cap (A\cup B)^{\operatorname {c} }{\big )}.}
Dowodzi to, że {\displaystyle A\cup B} spełnia warunek Carathéodory’ego, a zatem należy do {\displaystyle C(\mu ^{*}).}

### Addytywność zawężenia
Dla danych zbiorów rozłącznych {\displaystyle A} i {\displaystyle B} należących do {\displaystyle C(\mu ^{*})} zachodzi równość
{\displaystyle \mu ^{*}(A\cup B)=\mu ^{*}{\big (}(A\cup B)\cap A{\big )}+\mu ^{*}{\big (}(A\cup B)\cap A^{\operatorname {c} }{\big )}=\mu ^{*}(A)+\mu ^{*}(B).}
Pokazuje to, że zawężenie {\displaystyle \mu ^{*}} do rodziny {\displaystyle C(\mu ^{*})} jest addytywną funkcją zbiorów.

### σ-algebra
Niżej zakłada się, że {\displaystyle \mu ^{*}} jest miarą zewnętrzną.
Niech {\displaystyle (C_{i})} będzie przeliczalną rodziną zbiorów należących do {\displaystyle C(\mu ^{*})} oraz niech {\displaystyle E} będzie dowolnym podzbiorem zbioru {\displaystyle X.} Utwórzmy przeliczalne rodziny {\displaystyle (A_{i}),} {\displaystyle (B_{i})} następująco:
{\displaystyle A_{1}=C_{1},\quad C_{n}=A_{n}\setminus {\Big (}\bigcup _{i=1}^{n-1}A_{i}{\Big )}\quad {\text{dla }}n=2,3,4,\dots }
{\displaystyle B_{n}=\bigcup _{i=1}^{n}A_{i},}
oraz wprowadźmy oznaczenie
{\displaystyle B:=\bigcup _{i=1}^{\infty }A_{i}.}
Zbiory {\displaystyle A_{n}} są parami rozłączne i zachodzi oczywista równość
{\displaystyle B=\bigcup _{i=1}^{\infty }C_{i}.}
Dla każdego {\displaystyle n} zachodzi inkluzja {\displaystyle B_{n}\subseteq B,} skąd {\displaystyle B_{n}^{c}\supseteq B^{c}.} Korzystając z monotoniczności {\displaystyle \mu ^{*},} otrzymujemy oszacowanie
{\displaystyle \mu ^{*}(E)=\mu ^{*}(E\cap B_{n})+\mu ^{*}(E\cap B_{n}^{\operatorname {c} })\geqslant \mu ^{*}(E\cap B_{n})+\mu ^{*}(E\cap B^{\operatorname {c} }).}
Z faktu, że każdy zbiór {\displaystyle A_{n}} spełnia warunek Carathéodory’ego, wnioskujemy, że dla {\displaystyle n\geqslant 2} prawdziwa jest tożsamość
{\displaystyle \mu ^{*}(E\cap B_{n})=\mu ^{*}(E\cap A_{n})+\mu ^{*}(E\cap B_{n-1}).}
Na mocy zasady indukcji matematycznej, równość
{\displaystyle \mu ^{*}(E\cap B_{n})=\sum _{i=1}^{n}\mu ^{*}(E\cap A_{i})}
zachodzi dla wszystkich {\displaystyle n\in \mathbb {N} .} Ostatecznie,
{\displaystyle \mu ^{*}(E)\geqslant \sum _{i=1}^{n}\mu ^{*}(E\cap A_{i})+\mu ^{*}(E\cap B^{\operatorname {c} })\quad (n\in \mathbb {N} ).}
Wykonując przejście graniczne, otrzymujemy oszacowanie
{\displaystyle \mu ^{*}(E)\geqslant \sum _{i=1}^{\infty }\mu ^{*}(E\cap A_{i})+\mu ^{*}(E\cap B^{\operatorname {c} }).}
Z przeliczalnej podaddytywności {\displaystyle \mu ^{*}} wynika nierówność
{\displaystyle \sum _{i=1}^{\infty }\mu ^{*}(E\cap A_{i})\geqslant \mu ^{*}\left(\bigcup _{i=1}^{\infty }(E\cap A_{i})\right)=\mu ^{*}(E\cap B).}
Łącząc otrzymane związki i korzystając ponownie z przeliczalnej podaddytywności {\displaystyle \mu ^{*},} uzyskujemy zależność
{\displaystyle \mu ^{*}(E)\geqslant \mu ^{*}(E\cap B)+\mu ^{*}(E\cap B^{\operatorname {c} })\geqslant \mu ^{*}{\big (}(E\cap B)\cup (E\cap B^{\operatorname {c} }){\big )}=\mu ^{*}(E).}

### Miara
Niżej zakłada się, że {\displaystyle \mu ^{*}} jest miarą zewnętrzną.
Niech {\displaystyle (A_{i})} będzie przeliczalną rodziną parami rozłącznych zbiorów należących do {\displaystyle C(\mu ^{*}).} Niech ponadto {\displaystyle B} będzie sumą wszystkich zbiorów {\displaystyle A_{i}.} Z addytywności i monotoniczności {\displaystyle \mu ^{*}} wynika, że dla dowolnego {\displaystyle n} zachodzi równość
{\displaystyle \mu ^{*}(A_{1})+\ldots +\mu ^{*}(A_{n})=\mu ^{*}(A_{1}\cup \ldots \cup A_{n})\leqslant \mu ^{*}(B).}
Wykonując przejście graniczne, otrzymujemy oszacowanie
{\displaystyle \sum _{i=1}^{\infty }\mu ^{*}(A_{i})\leqslant \mu ^{*}(B).}
Przeliczalna podaddytywność {\displaystyle \mu ^{*}} daje nierówność w drugą stronę.

### Zupełność
Niżej zakłada się, że {\displaystyle \mu ^{*}} jest miarą zewnętrzną.
Należy wykazać, że każdy podzbiór {\displaystyle A} zbioru {\displaystyle X} spełniający warunek {\displaystyle \mu ^{*}(A)=0} należy do {\displaystyle C(\mu ^{*}).} Niech {\displaystyle E} będzie dowolnym podzbiorem zbioru {\displaystyle X.} Wówczas
{\displaystyle \mu ^{*}(E)=\mu ^{*}{\big (}(E\cap A)\cup (E\cap A^{\operatorname {c} }){\big )}\leqslant \mu ^{*}(E\cap A)+\mu ^{*}(E\cap A^{\operatorname {c} })\leqslant \mu ^{*}(A)+\mu ^{*}(E)=\mu ^{*}(E).}
Niech {\displaystyle Z} będzie podzbiorem zbioru {\displaystyle X} spełniającym warunek {\displaystyle \mu ^{*}(Z)=0} oraz niech {\displaystyle A} będzie dowolnym podzbiorem zbioru {\displaystyle Z.} Z monotoniczności {\displaystyle \mu ^{*}} wynika, że {\displaystyle 0\leqslant \mu ^{*}(A)\leqslant \mu ^{*}(Z)=0,} a więc {\displaystyle \mu ^{*}(A)=0.} Ostatecznie, {\displaystyle A} należy do rodziny {\displaystyle C(\mu ^{*}).}